# Фернандо Де Наполі
Фернандо Де Наполі (італ. Fernando De Napoli, * 15 березня 1964, К'юзано-ді-Сан-Доменіко) — колишній італійський футболіст, півзахисник.
Насамперед відомий виступами за клуб «Наполі», а також національну збірну Італії.
Чотириразовий чемпіон Італії. Володар Кубка Італії. Триразовий володар Суперкубка Італії з футболу. Переможець Ліги чемпіонів УЄФА. Володар Кубка УЄФА. Володар Суперкубка УЄФА. 

## Клубна кар'єра
Вихованець юнацької команди футбольного клубу «Авелліно».
У дорослому футболі дебютував 1982 року виступами за команду клубу «Ріміні», в якій на умовах оренди провів один сезон, взявши участь у 31 матчі чемпіонату. 
Протягом 1983—1986 років, повернувшись з оренди, захищав кольори головної команди «Авелліно».
Своєю грою за останню команду привернув увагу представників тренерського штабу клубу «Наполі», до складу якого приєднався 1986 року. Відіграв за неаполітанську команду наступні шість сезонів своєї ігрової кар'єри. Більшість часу, проведеного у складі «Наполі», був основним гравцем команди. За цей час двічі виборював титул чемпіона Італії, ставав володарем Кубка Італії, володарем Кубка УЄФА.
Протягом 1992—1994 років захищав кольори команди клубу «Мілан». За цей час додав до переліку своїх трофеїв ще два титули чемпіона Італії, ставав переможцем Ліги чемпіонів УЄФА.
Завершив професійну ігрову кар'єру у клубі «Реджяна», за команду якого виступав протягом 1994—1997 років.

## Виступи за збірні
Протягом 1984–1986 років  залучався до складу молодіжної збірної Італії. На молодіжному рівні зіграв у 16 офіційних матчах, забив 1 гол.
1986 року дебютував в офіційних матчах у складі національної збірної Італії. Протягом кар'єри у національній команді, яка тривала 7 років, провів у формі головної команди країни 54 матчі, забивши 1 гол. У складі збірної був учасником чемпіонату світу 1986 року у Мексиці, чемпіонату Європи 1988 року у ФРН, на якому команда здобула бронзові нагороди, домашньому чемпіонату світу 1990 року, де італійці також фінішували третіми.
| Дата       | Місто              | Господарі         | Результат             | Гості          | Турнір                | Голи | Примітки |
| ---------- | ------------------ | ----------------- | --------------------- | -------------- | --------------------- | ---- | -------- |
| 11/05/1986 | Неаполь            | Італія            | 2 – 0                 | КНР            | товариський матч      | -    |          |
| 31/05/1986 | Мехіко             | Італія            | 1 – 1                 | Болгарія       | ЧС 1986 - 1-й етап    | -    |          |
| 05/06/1986 | Пуебла             | Італія            | 1 – 1                 | Аргентина      | ЧС 1986 - 1-й етап    | -    |          |
| 10/06/1986 | Пуебла             | Італія            | 3 – 2                 | Південна Корея | ЧС 1986 - 1-й етап    | -    |          |
| 17/06/1986 | Мехіко             | Франція           | 2 – 0                 | Італія         | ЧС 1986 - 1/8 фіналу  | -    |          |
| 08/10/1986 | Болонья            | Італія            | 2 – 0                 | Греція         | товариський матч      | -    |          |
| 06/12/1986 | Валетта            | Мальта            | 0 – 2                 | Італія         | Відбір до ЧЄ 1988     | -    |          |
| 24/01/1987 | Бергамо            | Італія            | 5 – 0                 | Мальта         | Відбір до ЧЄ 1988     | -    |          |
| 14/02/1987 | Лісабон            | Португалія        | 0 – 1                 | Італія         | Відбір до ЧЄ 1988     | -    |          |
| 18/04/1987 | Кельн              | ФРН               | 0 – 0                 | Італія         | товариський матч      | -    |          |
| 28/05/1987 | Осло               | Норвегія          | 0 – 0                 | Італія         | товариський матч      | -    |          |
| 03/06/1987 | Стокгольм          | Швеція            | 1 – 0                 | Італія         | Відбір до ЧЄ 1988     | -    |          |
| 10/06/1987 | Цюрих              | Італія            | 3 – 1                 | Аргентина      | товариський матч      | 1    |          |
| 23/09/1987 | Піза               | Італія            | 1 – 0                 | Югославія      | товариський матч      | -    |          |
| 17/10/1987 | Берн               | Швейцарія         | 0 – 0                 | Італія         | Відбір до ЧЄ 1988     | -    |          |
| 14/11/1987 | Неаполь            | Італія            | 2 – 1                 | Швеція         | Відбір до ЧЄ 1988     | -    |          |
| 05/12/1987 | Мілан              | Італія            | 3 – 0                 | Португалія     | Відбір до ЧЄ 1988     | -    |          |
| 20/02/1988 | Барі               | Італія            | 4 – 1                 | СРСР           | товариський матч      | -    |          |
| 31/03/1988 | Спліт              | Югославія         | 1 – 1                 | Італія         | товариський матч      | -    |          |
| 27/04/1988 | Люксембург         | Люксембург        | 0 – 3                 | Італія         | товариський матч      | -    |          |
| 04/06/1988 | Брешія             | Італія            | 0 – 1                 | Уельс          | товариський матч      | -    |          |
| 10/06/1988 | Дюссельдорф        | ФРН               | 1 – 1                 | Італія         | ЧЄ 1988 - 1-й етап    | -    |          |
| 14/06/1988 | Франкфурт-на-Майні | Італія            | 1 – 0                 | Іспанія        | ЧЄ 1988 - 1-й етап    | -    |          |
| 17/06/1988 | Кельн              | Італія            | 2 – 0                 | Данія          | ЧЄ 1988 - 1-й етап    | -    |          |
| 22/06/1988 | Штутгарт           | СРСР              | 2 – 0                 | Італія         | ЧЄ 1988 - півфінал    | -    |          |
| 19/10/1988 | Пескара            | Італія            | 2 – 1                 | Норвегія       | товариський матч      | -    |          |
| 16/11/1988 | Рим                | Італія            | 1 – 0                 | Нідерланди     | товариський матч      | -    |          |
| 22/02/1989 | Піза               | Італія            | 1 – 0                 | Данія          | товариський матч      | -    |          |
| 25/03/1989 | Відень             | Австрія           | 0 – 1                 | Італія         | товариський матч      | -    |          |
| 29/03/1989 | Сібіу              | Румунія           | 1 – 0                 | Італія         | товариський матч      | -    |          |
| 26/04/1989 | Таранто            | Італія            | 4 – 0                 | Угорщина       | товариський матч      | -    |          |
| 20/09/1989 | Чезена             | Італія            | 4 – 0                 | Болгарія       | товариський матч      | -    |          |
| 14/10/1989 | Болонья            | Італія            | 0 – 1                 | Бразилія       | товариський матч      | -    |          |
| 11/11/1989 | Віченца            | Італія            | 1 – 0                 | Алжир          | товариський матч      | -    |          |
| 15/11/1989 | Лондон             | Англія            | 0 – 0                 | Італія         | товариський матч      | -    |          |
| 21/12/1989 | Кальярі            | Італія            | 0 – 0                 | Аргентина      | товариський матч      | -    |          |
| 21/02/1990 | Роттердам          | Нідерланди        | 0 – 0                 | Італія         | товариський матч      | -    |          |
| 31/03/1990 | Базель             | Швейцарія         | 0 – 1                 | Італія         | товариський матч      | -    |          |
| 09/06/1990 | Рим                | Італія            | 1 – 0                 | Австрія        | ЧС 1990 - 1-й етап    | -    |          |
| 14/06/1990 | Рим                | Італія            | 1 – 0                 | США            | ЧС 1990 - 1-й етап    | -    |          |
| 19/06/1990 | Рим                | Італія            | 2 – 0                 | Чехословаччина | ЧС 1990 - 1-й етап    | -    |          |
| 25/06/1990 | Рим                | Італія            | 2 – 0                 | Уругвай        | ЧС 1990 - 1/8 фіналу  | -    |          |
| 30/06/1990 | Рим                | Італія            | 1 – 0                 | Ірландія       | ЧС 1990 - чвертьфінал | -    |          |
| 03/07/1990 | Неаполь            | Аргентина         | 1 – 1 д.ч. (4-3 п.п.) | Італія         | ЧС 1990 - півфінал    | -    |          |
| 26/09/1990 | Палермо            | Італія            | 1 – 0                 | Нідерланди     | товариський матч      | -    |          |
| 17/10/1990 | Будапешт           | Угорщина          | 1 – 1                 | Італія         | Відбір до ЧЄ 1992     | -    |          |
| 03/11/1990 | Рим                | Італія            | 0 – 0                 | СРСР           | Відбір до ЧЄ 1992     | -    |          |
| 13/02/1991 | Терні              | Італія            | 0 – 0                 | Бельгія        | товариський матч      | -    |          |
| 01/05/1991 | Салерно            | Італія            | 3 – 1                 | Угорщина       | Відбір до ЧЄ 1992     | -    |          |
| 05/06/1991 | Осло               | Норвегія          | 2 – 1                 | Італія         | Відбір до ЧЄ 1992     | -    |          |
| 12/10/1991 | Москва             | СРСР              | 0 – 0                 | Італія         | Відбір до ЧЄ 1992     | -    |          |
| 13/11/1991 | Генуя              | Італія            | 1 – 1                 | Норвегія       | Відбір до ЧЄ 1992     | -    |          |
| 19/02/1992 | Чезена             | Італія            | 4 – 0                 | Сан-Марино     | товариський матч      | -    |          |
| 25/03/1992 | Турин              | Італія            | 1 – 0                 | Німеччина      | товариський матч      | -    |          |
| Усього     |                    | Матчів (38 місце) | 54                    |                | Голів                 | 1    |          |

## Титули і досягнення
- Чемпіон Італії (4):

«Наполі»:  1986–87, 1989–90
«Мілан»:  1992–93, 1993–94
- Володар Кубка Італії (1):

«Наполі»:  1986–87
- Володар Суперкубка Італії з футболу (3):

«Наполі»:  1990
«Мілан»:  1993, 1994
- Переможець Ліги чемпіонів УЄФА (1):

«Мілан»:  1993–94
- Володар Кубка УЄФА (1):

«Наполі»:  1988–89
- Володар Суперкубка Європи (1):

«Мілан»:  1994
- Бронзовий призер чемпіонату світу: 1990